# Senglar d'Erimant

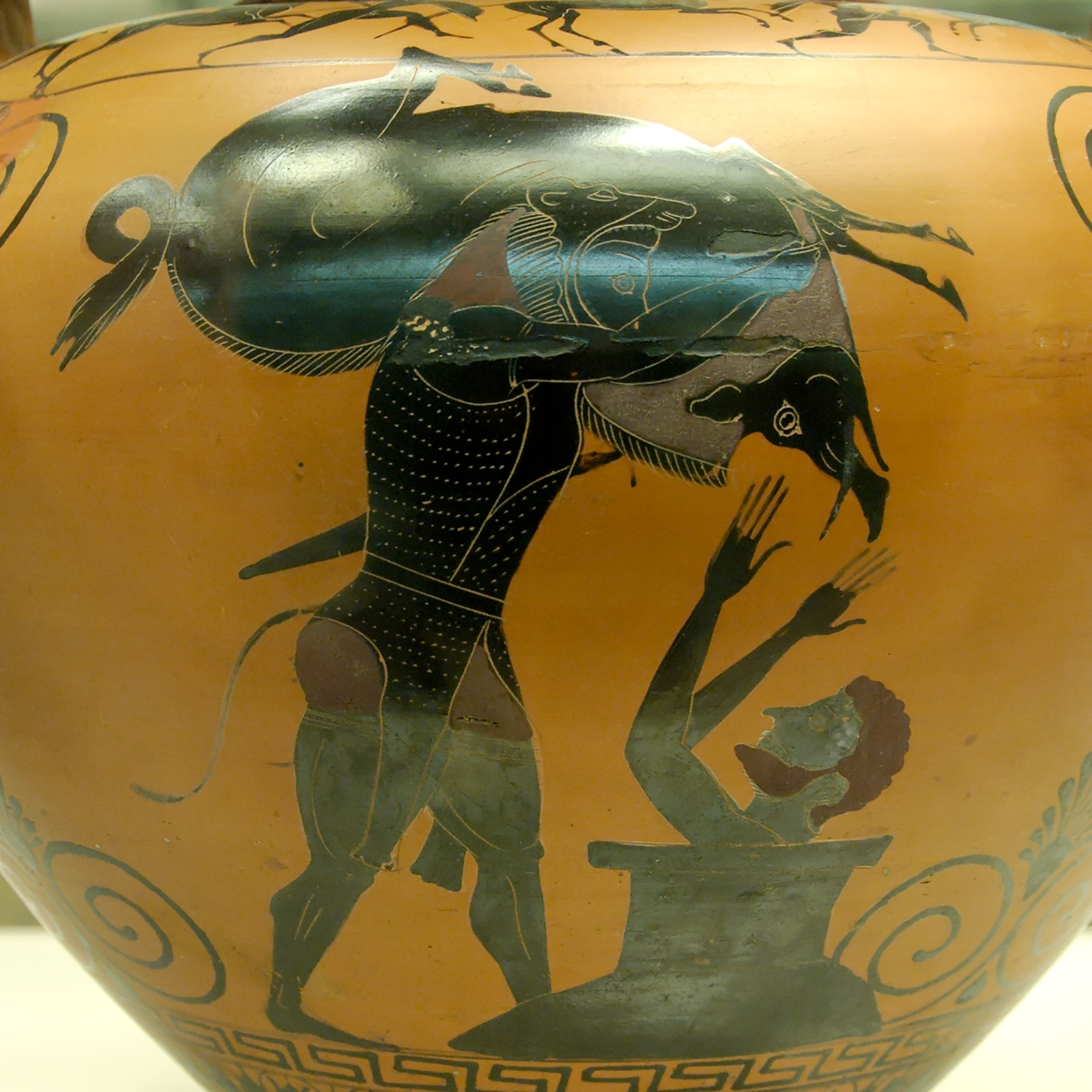
Hèracles i el senglar d'Erimant representats en un antic vas grec

En la mitologia grega, el senglar d'Erimant (en grec antic: ὁ Ἐρυμάνθιος κάπρος, llatí: aper Erymanthius) fou una fera que devastava els boscos d'Erimant, a l'Arcàdia. Hèracles va ser l'encarregat de capturar-lo en un dels seus dotze treballs.
Abans de poder arribar a Erimant, passà pel país del centaures on es va retrobar amb Quiró, de qui Hèracles havia après l'art de la medicina. Per celebrar-ho Quiró va treure vi dels centaures, i els centaures, atrets per l'olor del vi, es van posar agressius, van començar a tirar-li pedres. Hèracles va començar a llançar sagetes enverinades amb l'Hidra, i una es va clavar al genoll de Quiró i li causà una ferida letal. Hèracles es va quedar fins que Quiró va morir. Hèracles va arribar a Erimant i amb els seus crits va forçar l'animal a sortir i el va empènyer cap a la neu espessa que cobria el país, i després de lluitar àrduament amb l'animal, el va cansar i aconseguí encadenar-lo i portar-lo a Micenes. El portà viu sobre les seves espatlles, a Euristeu, que, en veure'l, cuità a amagar-se dins una tina.